# Ray William Johnson
 (octobre 2014).
Si vous disposez d'ouvrages ou d'articles de référence ou si vous connaissez des sites web de qualité traitant du thème abordé ici, merci de compléter l'article en donnant les références utiles à sa vérifiabilité et en les liant à la section « Notes et références ».
 (octobre 2014).
Ray William Johnson, né le 14 août 1981, est un blogger, producteur et acteur américain principalement connu pour sa série vidéo sur YouTube appelée Equals Three (abrégée =3). Cette série présente des vidéos dites vidéos virales de la semaine et donne des commentaires humoristiques à leurs propos. Les vidéos présentées à son émission Equals Three gagnent souvent une hausse de popularité. En septembre 2013, sa chaîne comptait plus de 2 milliards de vues. Elle compte plus de 10 millions d'abonnés ce qui en fait la 7e chaîne ayant le plus d'abonnés à son époque.

## Vie personnelle
Johnson est diplômé de la Norman North High School située à Oklahoma, aux États-Unis en 1999. Selon son profil YouTube, il serait né et aurait grandi à Oklahoma City.

## Projets

### Capitol Hill Gangsta
Série de vidéos réalisée à ses débuts, supprimée depuis de YouTube.

### Equals Three
Sa série la plus populaire est =3 (Equals Three), qui a débuté en mai 2008. Johnson fait des commentaires sur des vidéos virales, et à la fin de chaque épisode, il demande aux téléspectateurs de répondre sur des réseaux sociaux à une question posée par un autre spectateur. Chaque épisode obtient environ 6 millions de vues. Equals three était la chaîne YouTube ayant le plus d'abonnés jusqu'à la fin du mois de décembre 2012 au moment où Smosh a repris la première place. Il décida d'arrêter l'émission tout en continuant ses autres projets sur Internet en mars 2014, planifiant de trouver un nouvel hôte pour animer l'émission.

### BreakingNYC
Ray William Johnson possède aussi la chaîne BreakingNYC, 87e chaîne possédant le plus d'abonnés sur YouTube, dans laquelle il avait pour habitude de filmer ses balades dans la ville de New York (d'où l'abréviation NYC pour New York City). Ayant cependant déménagé, Ray filme dorénavant ses balades à Los Angeles.

### Fatty spins
À la mi-2009, Johnson a lancé un projet musical de comédie appelé Fatty Spins. Il a écrit et interprété la chanson à succès Doin' Ya Mom. Le projet a depuis été abandonné et Johnson n'a plus fait de musique avec Fatty Spins.

### Your Favorite Martian
Le nouveau projet de Johnson est un groupe de comédie d'animation appelé Your Favorite Martian qui a été formé en janvier 2011. Ils ont bien réussi et leurs chansons ont souvent atteint la première place dans les charts comédie sur iTunes. Your Favorite Martian est à la 22e place des chaines possédant le plus d'abonnés sur YouTube.
Les chansons de Your Favorite Martian sont, entre autres :
- My Balls[3]
- Zombie Love Song[4]
- Bottles of Beer[5]
- Club Villain[6]
- The Sterotypes song[7]
- Smithers Love Song[8]
- Orphan Tears[9]
- Mr. DoucheBag[10]
- Transphobic Techno (Bitch Got a Penis)[11]
- Grandma Got a Facebook[12]
- Tig Ol' Bitties[13]
- FIGHT TO WIN[14]
- 8-Bit World[15]
- Puppet Break-up[16]
- Whip yo Kids[17],[18]
- Booty Store
- Nerd Rage
- Epileptic Techno disponible depuis le 9 novembre sur YouTube et en téléchargement légal iTunes
- Dookie Fresh
- Santa Hates Poor Kids
- Shitty G
- Friend Zone
- We Like Them Girls
- Alien
- White Boy Wasted
- Complicated
- Take Over The World
- Text Me Back
- JUPITER

## Héritage
Les vidéastes français Antoine Daniel et Mathieu Sommet se sont inspirés du concept de base d'Equals Three pour leurs émissions What The Cut !? et Salut les Geeks.